# Elezioni generali nel Regno Unito del 1983
Le elezioni generali nel Regno Unito del 1983 si tennero il 9 giugno e videro la vittoria del Partito Conservatore di Margaret Thatcher, che fu confermata Primo Ministro pur avendo perso quasi il 2% dei voti rispetto al 1979. L'affermazione dei conservatori non fu dovuta tanto alla vittoria del Regno Unito contro l'Argentina nella Guerra delle Falkland avvenuta l'anno precedente, quanto alla scissione interna al partito laburista, che passò dal 39% al 25% dei voti, stante il passaggio dell'ala socialdemocratica all'Alleanza con i Liberali e alla vigenza di un sistema elettorale maggiortario.

## Risultati
| Liste  | Liste                          | Voti       | %    | Seggi |
| ------ | ------------------------------ | ---------- | ---- | ----- |
|        | Conservatore                   | 13.012.316 | 42,4 | 397   |
|        | Laburista                      | 8.456.934  | 27,6 | 209   |
|        | Liberale                       | 4.273.146  | 13,9 | 17    |
|        | Social Democratico             | 3.521.624  | 11,5 | 6     |
|        | Nazionale Scozzese             | 331.975    | 1,1  | 2     |
|        | Unionista dell'Ulster          | 259.952    | 0,8  | 11    |
|        | Unionista Democratico          | 152.749    | 0,5  | 3     |
|        | Social Democratico e Laburista | 137.012    | 0,4  | 1     |
|        | Plaid Cymru                    | 125.309    | 0,4  | 2     |
|        | Sinn Féin                      | 102.701    | 0,3  | 1     |
|        | Altri                          | 287.591    | 1,1  | 1     |
| Totale | Totale                         | 30.661.309 | 100  | 650   |

Fonte: Election Resources